# Gare de Don - Sainghin
Gare de Don - Sainghin vasútállomás Franciaországban, Sainghin-en-Weppes településen.

## Vasútvonalak
Az állomást az alábbi vasútvonalak érintik:
- Fives-Abbeville-vasútvonal

## Kapcsolódó állomások
A vasútállomáshoz az alábbi állomások vannak a legközelebb:
- Gare de La Fontaine
- Gare de Marquillies
- Gare de Bauvin - Provin
- Gare de Wavrin